# Palmarosa
La palmarosa (Cymbopogon martinii) és una espècie de planta poàcia. És una herba perenne nativa del sud-est d'Àsia, especialment de l'Índia i es cultiva pel seu oli essencial que conté geraniol que es fa servir com a medicinal i usos en les llars.
L'oli de palmarosa és un repel·lent d'insectes efectiu quan s'aplica sobre les llavors emmagatzemades, un antihelmínitc contra nematodes, un fungicida i repel·lent de mosquits.
L'oli essencial de palmarosa, el qual té una aroma similar a l'oli de roses, s'afegeix a sabons i cosmètics.